# CENTO
|  | Sammenskrivningsforslag Artiklen Bagdadpagten er foreslået føjet ind i CENTO. (Siden juli 2018) Diskutér forslaget |

Central Treaty Organization (forkortet CENTO) var under den kolde krig en sikkerhedspagt mellem Iran, Pakistan og Tyrkiet med USA og Storbritannien. 
CENTO var en forsættelse af Bagdadpagten fra 1955, men pg.a. af at Irak havde forladt denne pagt og vel på grund af USA's position i verden og Storbritanniens nedgående status, var en reorganisering nødvendig, således CENTO.
I 1979 mistede aftalen sin betydning, og pagten blev officielt opløst. Dette fandt sted på grund af den islamiske revolution i Iran, som nu ikke længere var pro-vestligt indstillet.